# Wilanów (województwo świętokrzyskie)
Wilanów – wieś w Polsce położona w województwie świętokrzyskim, w powiecie jędrzejowskim, w gminie Jędrzejów.
| SIMC    | Nazwa   | Rodzaj |
| ------- | ------- | ------ |
| 0240939 | Ośrodek | osada  |

W latach 1975–1998 miejscowość administracyjnie należała do województwa kieleckiego.